# Gustaf Otto Wasenius
Gustaf Otto Wasenius, född den 4 juni 1789 i Tavastehus, död den 19 april 1852 i Helsingfors, var en finländsk affärsman. Han var far till Adolf och Valfrid Vasenius.
Wasenius var handlande, först i hemstaden Tavastehus och från 1817 i Helsingfors, där han var svensk-norsk vicekonsul 1821–1839. Han deltog på många sätt i den nya huvudstadens uppkomst, grundlade en tobaksfabrik (senare Tollander & Klärich), en bokhandel samt ett bok- och stentryckeri, där han tryckte den av honom 1829 uppsatta Helsingfors tidningar, till vars redaktör han senare antog Zacharias Topelius. Han idkade betydande förlagsverksamhet och ivrade särskilt för inrättandet av skolor.